# 核糖核蛋白
核糖核蛋白（英語：ribonucleoprotein，RNP）简称核蛋白，是指包含有RNA的核蛋白，即将核酸和蛋白质结合在一起的复合物。核糖核蛋白包括核糖体、端粒酶以及小核RNP（snRNP）。
RNP在流感病毒A的复制过程中发挥重要作用。